# Ліски (Новоукраїнський район)
Ліски́ (стара назва — Ново-Миколаївка) — село в Україні, у Глодоській сільській громаді Новоукраїнського району Кіровоградської області. Населення становить 213 осіб. Колишній центр Лісківської сільської ради.

## Населення
Згідно з переписом УРСР 1989 року чисельність наявного населення села становила 234 особи, з яких 104 чоловіки та 130 жінок.
За переписом населення України 2001 року в селі мешкало 211 осіб.

### Мова
Розподіл населення за рідною мовою за даними перепису 2001 року:
| Мова       | Відсоток |
| ---------- | -------- |
| українська | 96,71 %  |
| російська  | 1,88 %   |
| молдовська | 1,41 %   |